# Psychotria diospyrifolia
Psychotria diospyrifolia är en måreväxtart som beskrevs av Ryozo Kanehira. Psychotria diospyrifolia ingår i släktet Psychotria och familjen måreväxter. Inga underarter finns listade i Catalogue of Life.